# International Watch Company
IWC International Watch Co. AG, fundada en 1868 como International Watch Company, y más conocida como IWC Schaffhausen, es un fabricante de relojes de lujo ubicado en la localidad de Schaffhausen, Suiza. Originalmente fundada en Suiza por el relojero estadounidense Florentine Ariosto Jones en 1868, la empresa fue transferida a la familia Rauschenbach en 1880 después de quebrar, y es una filial del grupo empresarial Richemont desde 2000.
La firma es conocida por sus relojes de lujo para pilotos de aviación y por ser pionera en el uso de cerámica y titanio en sus productos. En 2018, IWC fue reconocida por el WWF por sus esfuerzos medioambientales y recibió una calificación de "Ambiciosa", ubicándose en primer lugar entre otros quince relojeros suizos.

## Historia

### Fundación

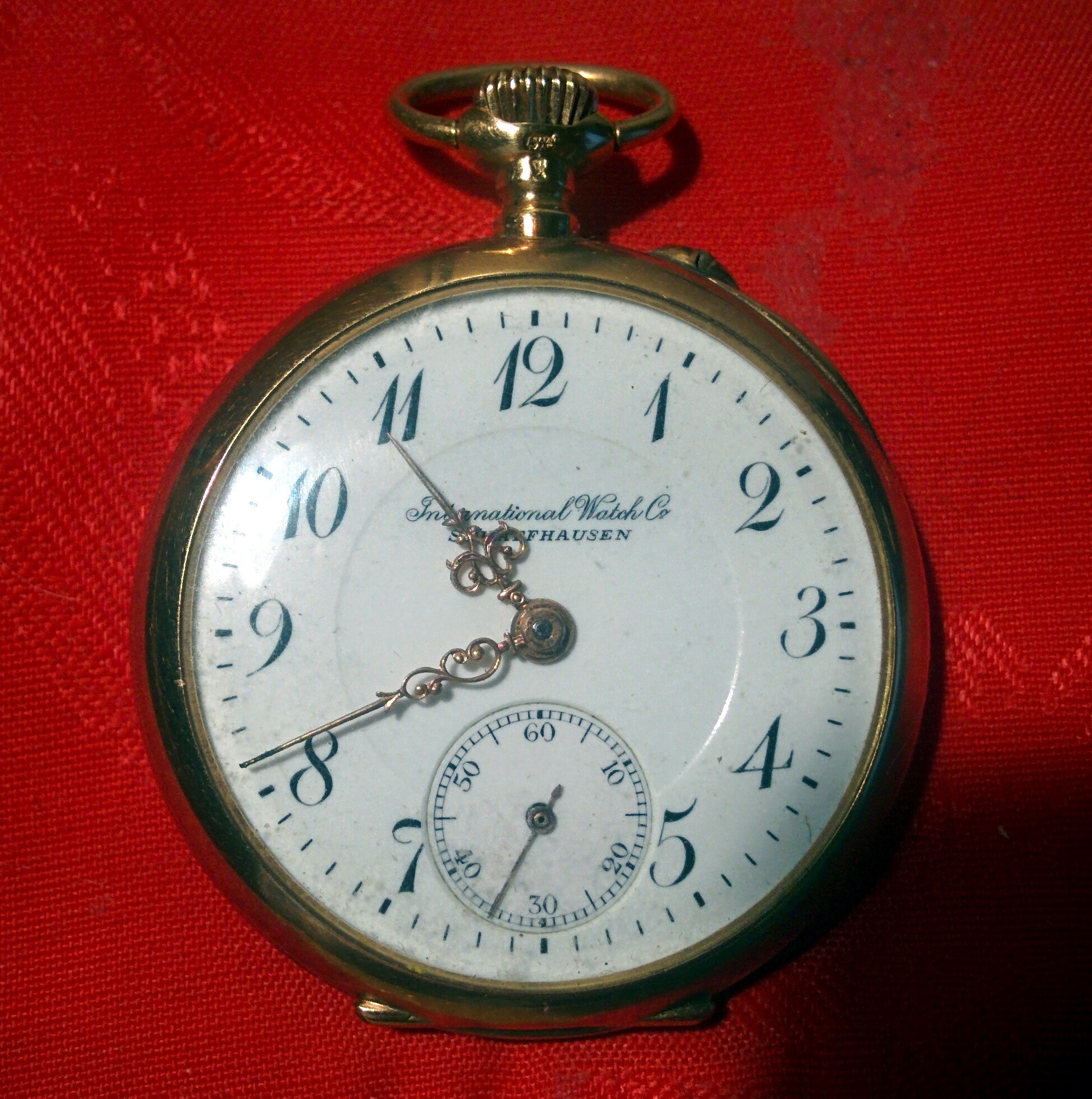
Reloj de la International Watch Company de comienzos del siglo XX

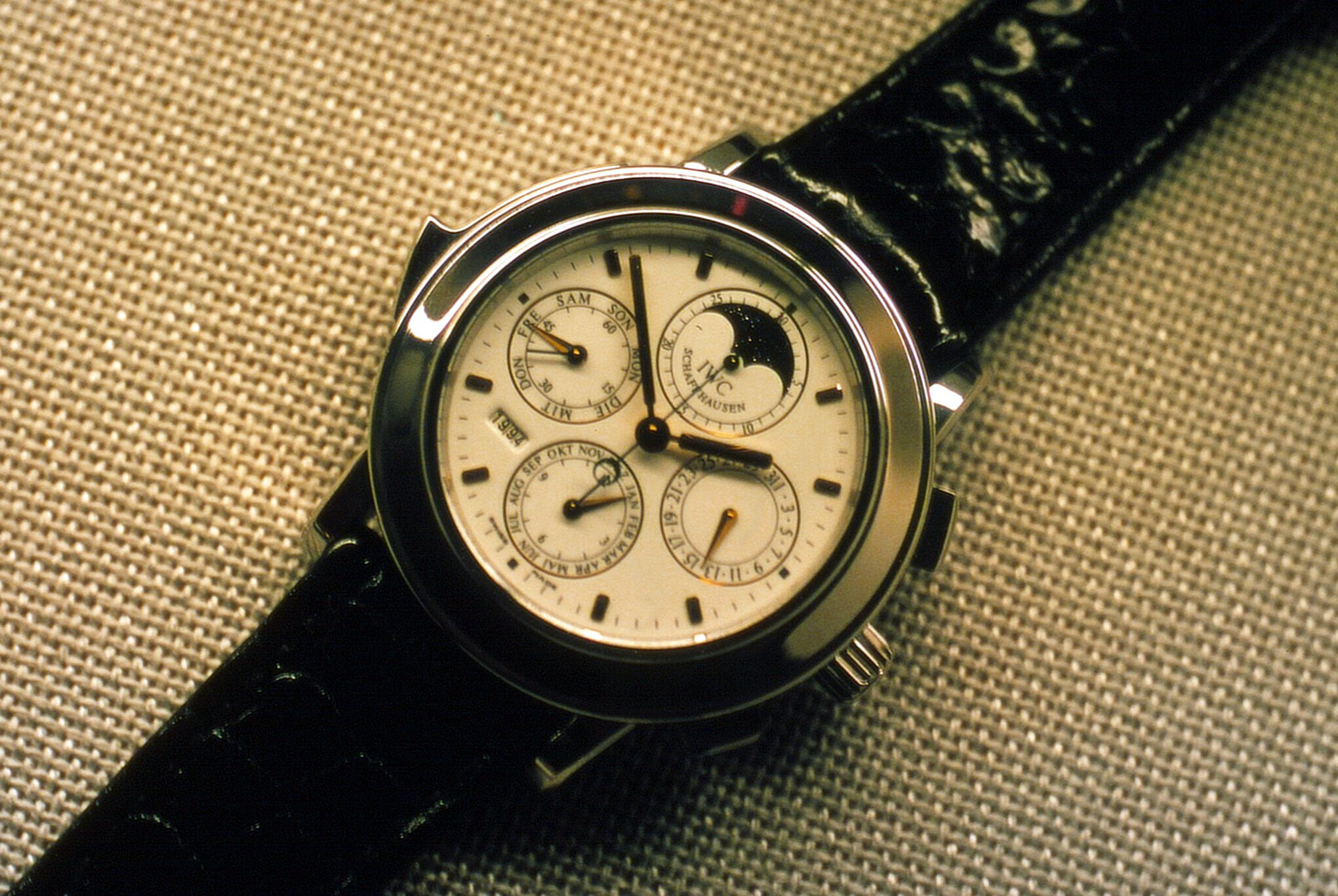
IWC Grande Complication

En 1868, el ingeniero y relojero estadounidense Florentine Ariosto Jones (1841-1916), que había sido director de E. Howard & Co., fundó en Boston la International Watch Company, con el propósito de ensamblar relojes en Suiza e importarlos a los Estados Unidos. En ese momento, los salarios en Suiza eran relativamente bajos, aunque había una considerable oferta disponible de mano de obra especializada en relojería, formada por operarios que trabajaban principalmente en sus propios hogares. Jones encontró oposición a sus planes en la Suiza francófona porque quería abrir una fábrica, en contraposición con los talleres allí existentes.
En 1850, la ciudad de Schaffhausen estaba en peligro de quedar rezagada de la Revolución Industrial. En aquella época, el fabricante de relojes e industrial Heinrich Moser construyó la primera planta hidroeléctrica de la zona, y contribuyó a incrementar su industrialización. Moser conoció a F.A. Jones en Le Locle, y mostró gran interés por sus planes, de manera que ambos llegaron a un acuerdo para sentar las bases de la única fábrica de relojes del noreste de Suiza.

### Primeros pasos y quiebra

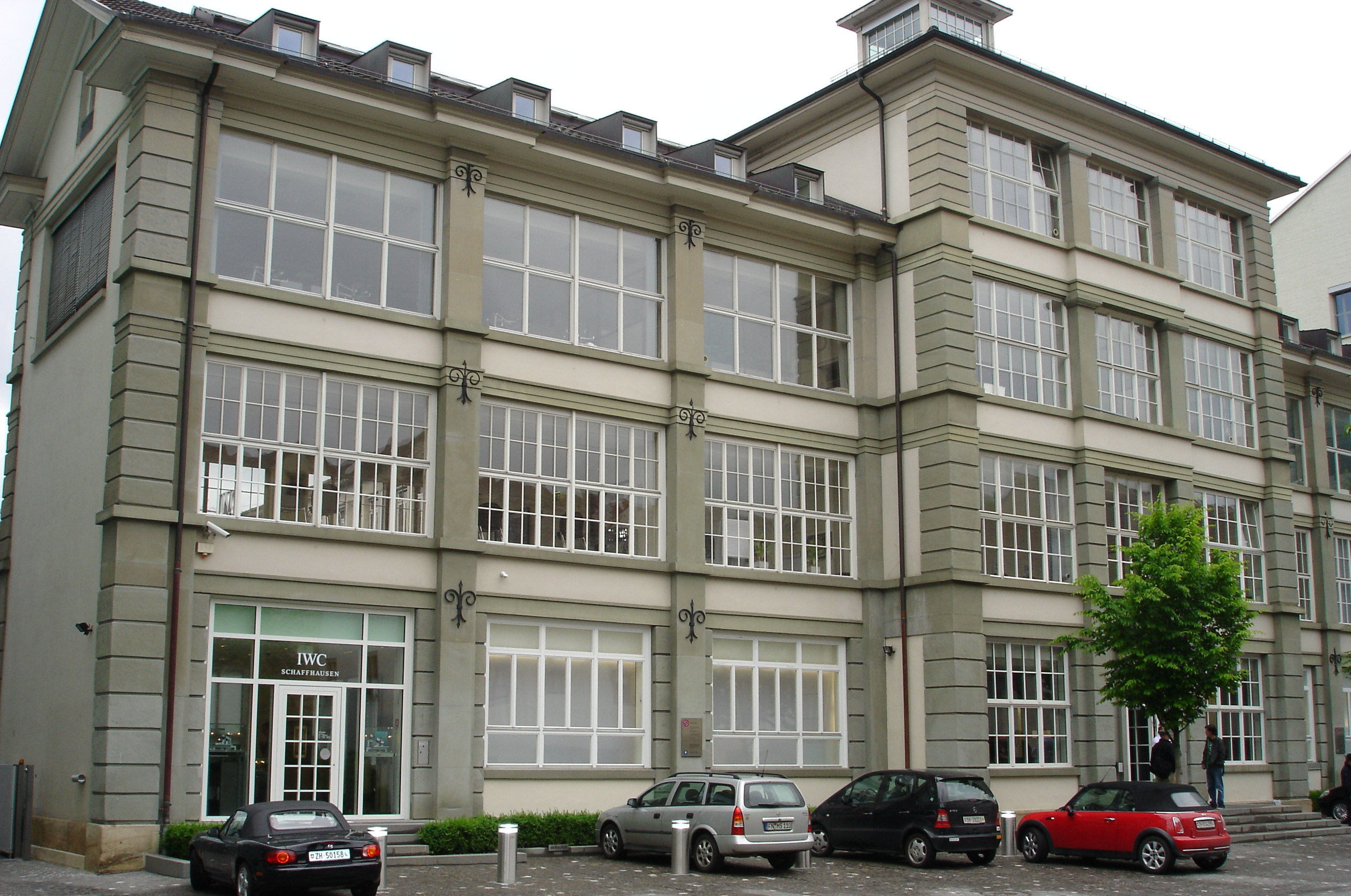
Factoría de IWC en Schaffhausen

En 1869, F.A. Jones alquiló las primeras instalaciones de la fábrica en un edificio industrial propiedad de Moser, situado en la Rheinstrasse, pero pronto tuvieron que alquilar más espacio (en la casa Oberhaus). En 1874 ya se estaban haciendo planes para una nueva fábrica y se compró un terreno a la empresa hidroeléctrica de Moser. El arquitecto de Schaffhausen, G. Meyer, ganó el encargo de diseñar y construir la fábrica. Un año después, en la primavera de 1875, se terminaron las obras. Al principio trabajaban allí 196 personas, en una nave de 45 metros de largo que podía albergar hasta 300 puestos de trabajo. Sin embargo, F.A. Jones tuvo problemas para vender los relojes en Estados Unidos debido a los aranceles, la financiación y a los problemas técnicos de las máquinas. En 1875, los accionistas afirmaron que la empresa estaba al borde del colapso, y Jones se apresuró a encontrar nuevos inversores. Pero la compañía finalmente se declaró en quiebra y Jones se vio obligado a renunciar al control del negocio.

### IWC y la familia Rauschenbach
Uno de los accionistas de IWC, Johann Rauschenbach-Vogel, director ejecutivo y fabricante de maquinaria de Schaffhausen, se hizo cargo de la "Internationale Uhrenfabrik" el 17 de febrero de 1880. Compró la empresa por 280.000 francos. Con el paso del tiempo, hasta cuatro generaciones de la familia Rauschenbach fueron propietarias de IWC, con distintos nombres.
Solo un año después de la adquisición de la compañía, murió Johannes Rauschenbach. Su hijo, Johannes Rauschenbach-Schenk, de 25 años, se hizo cargo de la "Uhrenfabrik von J. Rauschenbach" y la dirigió con éxito hasta su propia muerte el 2 de marzo de 1905.
El Sr. Haenggi, oriundo de Nunningen, en el cantón de Soleura, había conocido el negocio de los relojes en la Suiza francófona y en Francia. En 1883 se incorporó a IWC y permaneció en la empresa durante 52 años. Fue responsable de poner en marcha la fábrica sin problemas y de captar nuevos clientes. También fue responsable de evitar la posibilidad de que intereses externos adquirieran IWC "en beneficio de la noble familia Rauschenbach".
Tras la muerte de J. Rauschenbach-Schenk en 1905, su esposa, sus dos hijas, Bertha Marguerite Rauschenbach y Emma Rauschenbach (más tarde Jung), y sus maridos, Ernst Jakob Homberger (director de G. Fischer AG en Schaffhausen) y Carl Gustav Jung, se hicieron cargo de la fábrica de relojes como sociedad mercantil abierta con el nombre de Uhrenfabrik von J. Rauschenbach's Erben (Fábrica de Relojes de los Herederos de J. Rauschenbach). E.J. Homberger fue el único firmante autorizado, mientras que Haenggi y Vogel fueron nombrados directores.
Tras la muerte de su suegro, Ernst Jakob Homberger ejerció una considerable influencia en los asuntos de la empresa relojera de Schaffhausen y la guio a través de una de las épocas más turbulentas de la historia de Europa. Justo antes de la crisis económica mundial, asumió el control de la compañía como propietario único, y rebautizó la empresa como "Uhrenfabrik von Ernst Homberger-Rauschenbach", anteriormente International Watch Co. Su contribución fue reconocida en 1952, cuando la Universidad de San Galo le otorgó un doctorado honorario. Murió en 1955, a la edad de 85 años.
Hans Homberger fue el tercero y último de los herederos de Rauschenbach que dirigió la fábrica como propietario único. Se incorporó a la empresa de su padre en 1934 y asumió el control tras su muerte en abril de 1955. En 1957 añadió una nueva ala a la fábrica y ese mismo año creó un moderno fondo de pensiones para el personal. Compró nuevas máquinas para satisfacer las nuevas demandas y mejoró continuamente su tecnología de producción para alcanzar los estándares considerados más modernos. Falleció en 1986 a la edad de 77 años.

### Técnicos destacados
El técnico Johann Vogel, originario de Wangen an der Aare en Soleura, desempeñó un papel importante como director técnico. Diseñó y desarrolló los calibres de IWC hasta 1919.
En 1885, IWC fabricó el primer reloj digital basándose en una patente concedida a un austriaco con el nombre de Pallweber. Era un diseño sencillo, pero no podía sustituir a la pantalla analógica tradicional.

### Electrificación de la fábrica
En 1888 se comenzó a dotar la fábrica de relojes con equipos eléctricos, gracias a la línea de suministro que instaló J. Rauschenbach. Poco antes del cambio de siglo, la empresa comenzó a transformar su maquinaria de producción, de manera que pasó a ser impulsada por un motor eléctrico fabricado por la compañía Brown, Boveri & Cie de Baden. Este gran motor central sería reemplazado durante la década de 1930 por máquinas accionadas individualmente.

### 1900-1960
Durante el período inmediatamente anterior y posterior a la Primera Guerra Mundial, E.J. Homberger estableció muchas instituciones sociales. Amplió las viviendas de los empleados de la fábrica y creó un fondo para las viudas y los huérfanos de los trabajadores de la compañía. En 1929, el nombre del fondo cambió a Fundación J. Rauschenbach y en 1949 se puso en marcha la Fundación de Bienestar de las Compañías Relojeras. La expansión militar de Alemania en la década de 1930 trajo de vuelta la demanda de los relojes de precisión a las fábricas de Glashütte, en Sajonia. Desde la segunda mitad de los años treinta hasta finales de la Segunda Guerra Mundial, IWC fue uno de los cinco fabricantes de relojes (los otros fueron Stowa, Laco, Wempe y A. Lange & Söhne) que construyeron relojes del Tipo B para la fuerza aérea alemana (la Luftwaffe).
El 1 de abril de 1944, Schaffhausen fue bombardeada por la aviación estadounidense. La fábrica de relojes fue alcanzada por una bomba que no detonó tras estrellarse contra las vigas. Las llamas de las bombas incendiarias que explotaron cerca penetraron en el edificio a través de las ventanas rotas, pero fueron extinguidas por el propio cuerpo de bomberos de la empresa.
Después de la Segunda Guerra Mundial, IWC se vio obligada a cambiar su enfoque. Toda Europa del Este había caído bajo el telón de acero y la economía de Alemania estaba en ruinas. Como resultado, los viejos contactos y conexiones con otros países de Europa y América, así como con Australia y el Lejano Oriente, se revivieron e intensificaron o se establecieron por primera vez.
A mediados de siglo, IWC lanzó su famoso movimiento Calibre 89, un mecanismo de cuerda que impulsó los modelos de IWC desde la década de 1940 hasta principios de la década de 1990.

### Desde la década de 1970

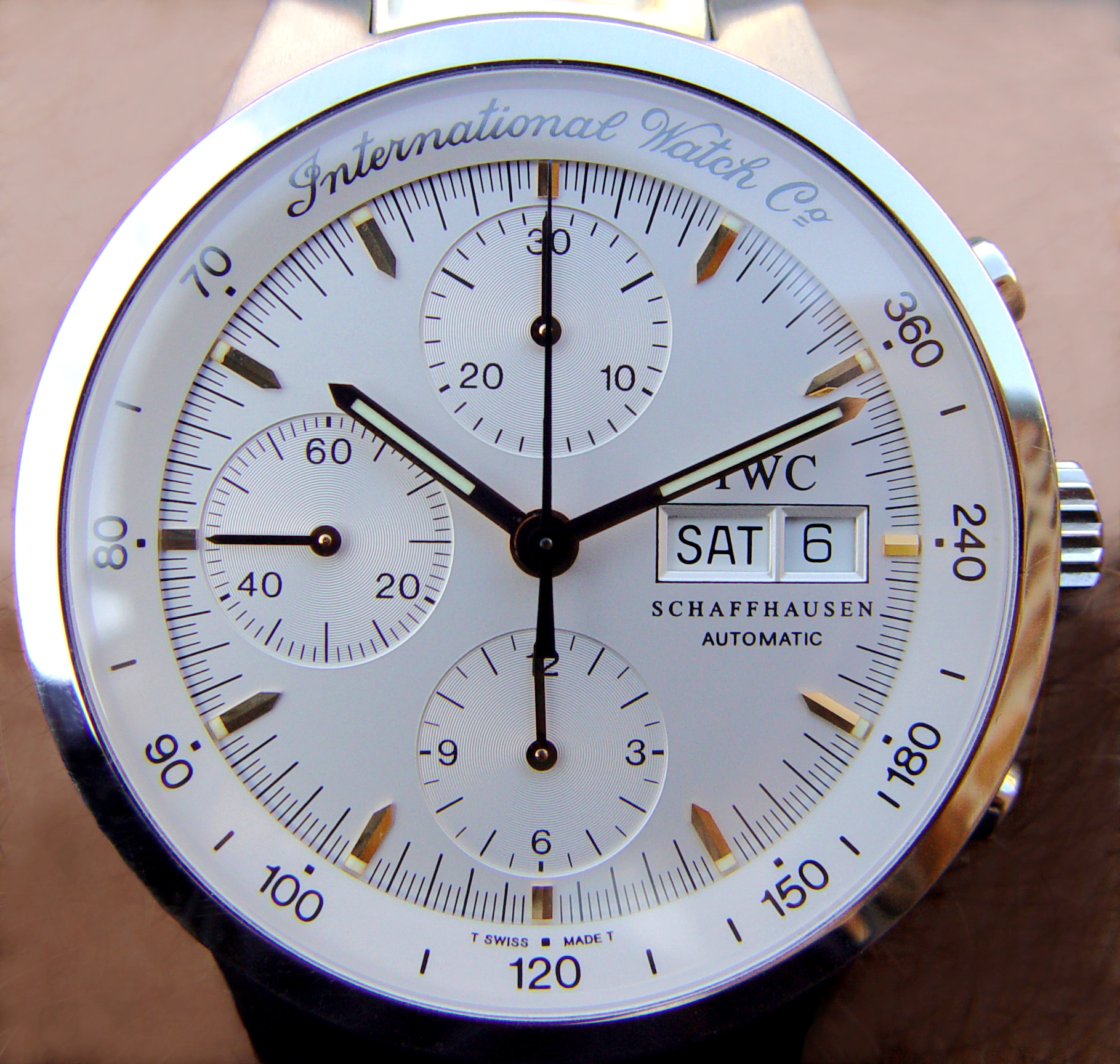
Reloj IWC GST (Ref. 3707)

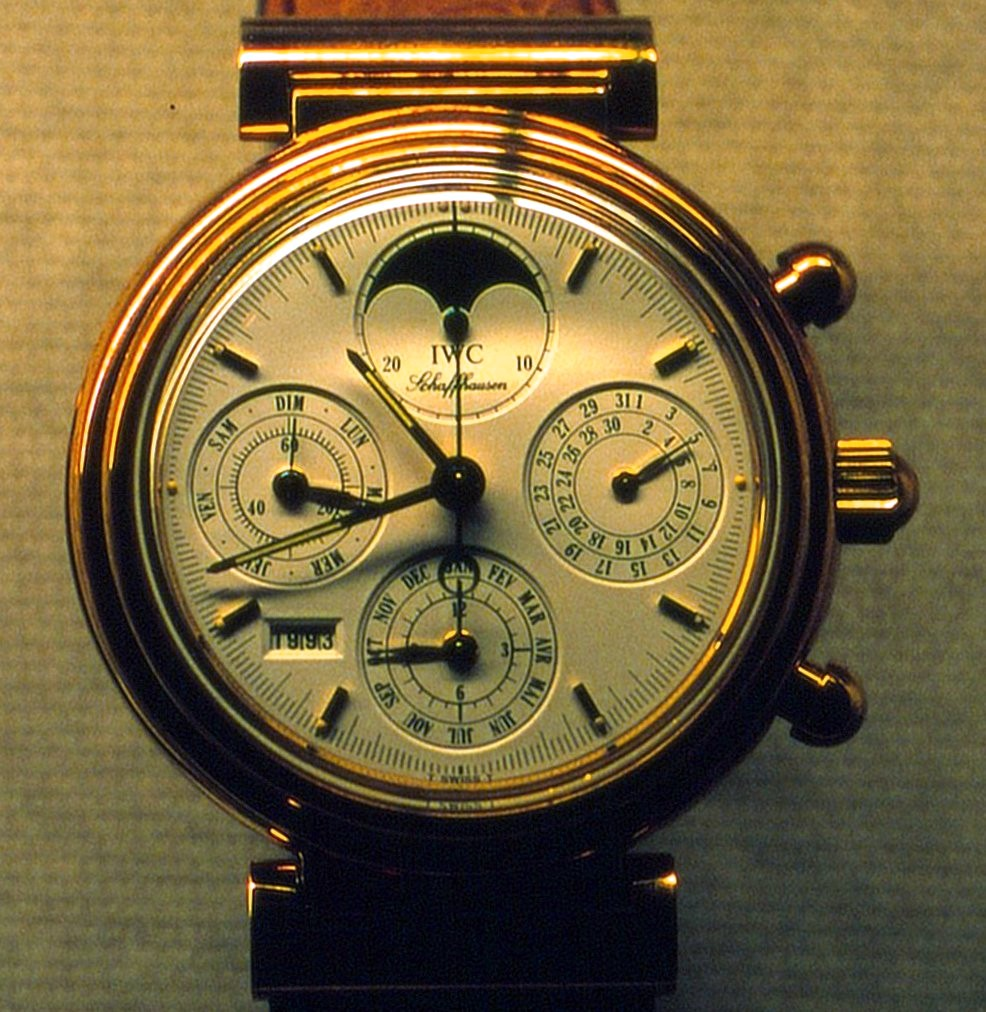
El IWC Da Vinci (Museo Internacional de la Relojería, La Chaux-De-Fonds, Suiza)

En las décadas de 1970 y 1980, debido a la crisis del cuarzo (provocada por la competencia de los relojes japoneses), la industria relojera suiza atravesó una fase de profundos cambios tecnológicos. En aquella época se introdujo el uso de pequeñas baterías como fuente de energía para los relojes de pulsera y para algunas tecnologías que finalmente no tuvieron éxito, como el volante controlado electrónicamente. La "Uhrenfabrik H. E. Homberger" cofundó y fue accionista del Centre Électronique Horloger (CEH) de Neuchâtel, y participó financieramente en el desarrollo del movimiento de cuarzo para relojes de pulsera Beta 21, que se presentó por primera vez al público en la Feria Industrial de 1969 de Basilea, y que utilizaron otros fabricantes, como los relojes Omega Electroquartz. En términos de valor, este movimiento representó aproximadamente el 5-6 % de las ventas totales de relojes de cuarzo. Paralelamente, la empresa amplió su colección de relojes de joyería para incluir modelos de señora con movimientos mecánicos. 1973 fue el año de mayor éxito de IWC en el período de posguerra.
En 1974, el aumento de los precios del oro tuvo graves consecuencias para la industria de exportación de relojes. Entre 1970 y 1974, el precio del oro aumentó de 4.850 a 18.000 francos suizos y el valor del dólar frente a la moneda suiza cayó hasta un 40 %. Como resultado, el precio de las exportaciones de relojes aumentó hasta un 250 %.
Era necesario un cambio de dirección, lo que llevó a la adopción de una serie de medidas. Para sobrevivir, IWC, bajo la dirección del director y director general Otto Heller, creó una línea de relojes de bolsillo y, además de establecer sus propias instalaciones de fabricación de relojes de pulsera y cajas modernas, comenzó a trabajar en estrecha colaboración con Ferdinand A. Porsche como diseñador externo. Además, IWC fue pionera en nuevas tecnologías de relojería, en particular, los primeros brazaletes de titanio, desarrollados en 1978.
Para sus nuevos planes, IWC necesitaba un alto nivel de financiación. Con la ayuda del Swiss Bank Corporation, la empresa se puso en contacto con VDO Adolf Schindling AG, que adquirió una participación mayoritaria en IWC en 1978.
Al mismo tiempo, IWC recuperó el nombre que le había dado originalmente su fundador F.A. Jones (International Watch Co. AG).
En 1981, Kawal Singh sucedió a H.E. Homberger como director general tras la jubilación de este último. El nuevo director, Günter Blümlein, impulsó la rápida ejecución de los cambios planificados, puso en marcha campañas publicitarias, construyó la base de clientes y consolidó las finanzas de IWC.
En 1985, el entonces director de IWC, Günter Blümlein, le pidió a Kurt Klaus que creara un reloj Grande Complication para llevar en la muñeca, ya que los modelos existentes en el mercado eran todas de un tamaño mucho más grande.
Los fundadores de la Manufacture d'Horlogerie Renaud et Papi SA, Dominic Renaud y Giulio Papi, colaboraron en 1986 el diseño de la función de repetición del movimiento, antes de que Audemars Piguet adquiriera su manufactura en 1992.
La referencia 3770 de IWC, lanzada en 1990, fue el primer reloj de pulsera Grande Complication equipado con las funciones de cronógrafo, repetición de minutos y calendario perpetuo.
En 1991, el director de IWC, Günter Blümlein, fundó la empresa Richemont con sede en Schaffhausen, que contaba con una participación del 100 % en IWC, del 60 % en Jaeger-LeCoultre (el 40 % restante era propiedad de Audemars Piguet) y del 90 % en la empresa de relojería con sede en Sajonia, A. Lange & Söhne. El grupo empleaba a unas 1.440 personas.
En julio de 2000, Richemont adquirió LMH por 2.800 millones de franco suizos. A pesar de la adquisición por parte de Richemont, IWC tenía la garantía de que seguiría siendo gestionada por los mismos ejecutivos del Grupo LMH.
En 2001, IWC se puso en contacto con el Foro de Coleccionistas.
En el año 2011 lanzó su otro reloj Grande Complication, el Sidérale Scafusia, cuyo desarrollo requirió 10 años de trabajo. El reloj tiene un Mapa Celestial con indicaciones de salida y puesta del sol personalizadas para cada cliente en función de su residencia habitual.
En 2021, el director ejecutivo de IWC, Christoph Grainger, utilizó un dispositivo PORTL para aparecer en la feria Watches & Wonders en Shanghái.
En 2023, IWC lanzó el Ingenieur Automatic 40 en 4 colores. Estos modelos automáticos de nueva ingeniería siguen los audaces códigos estéticos del Ingenieur de Gérald Genta de la década de 1970, al tiempo que cumplen con los más altos estándares en cuanto a ergonomía, acabado y tecnología.

## Lema y eslogan
El lema de IWC es Probus Scafusia, una frase en latín que significa "Buena y sólida artesanía de Schaffhausen". El lema se estableció en 1903.

## Fabricación de relojes

### Registros de producción

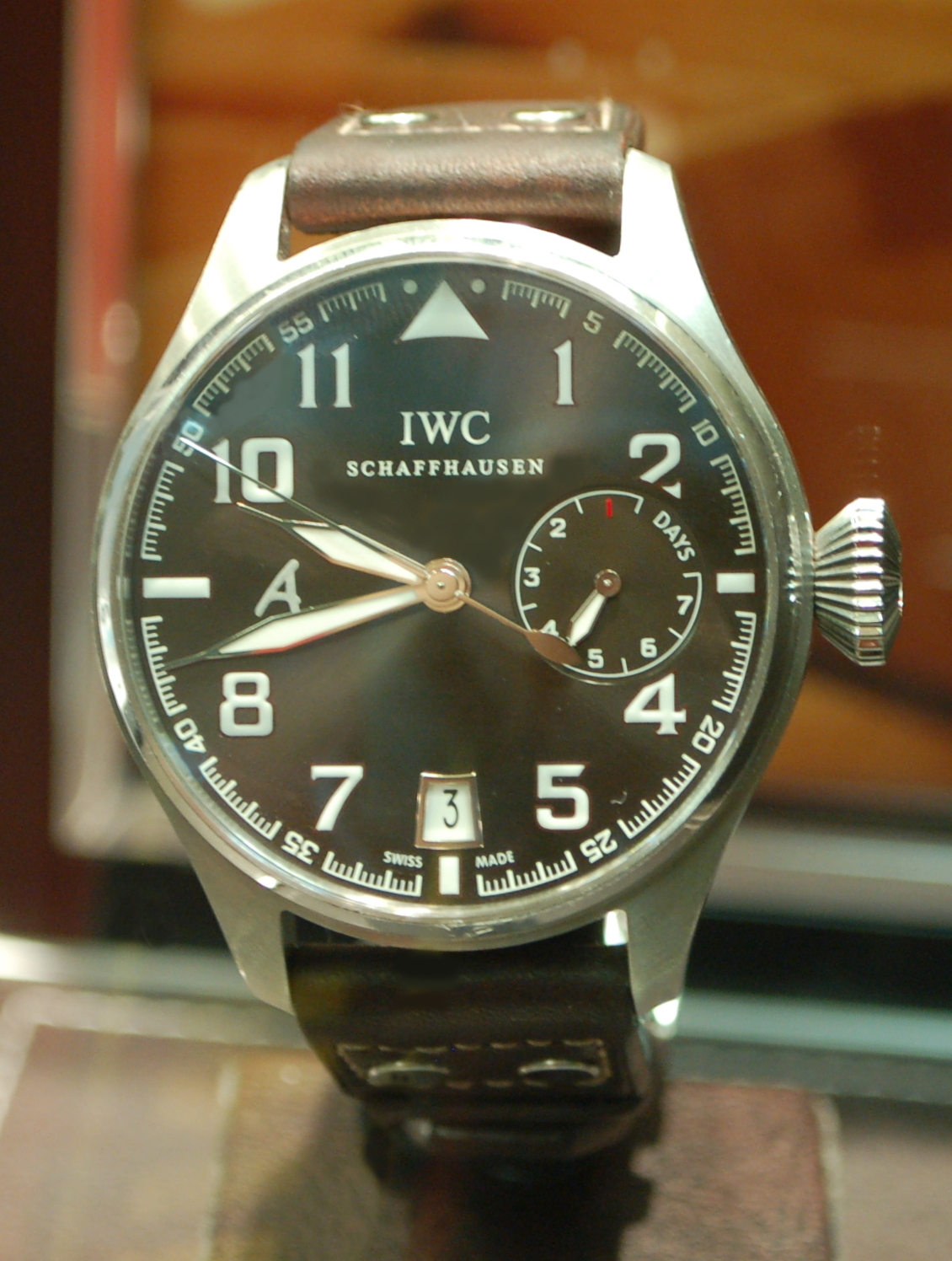
Edición Big Pilot Saint-Exupéry

La empresa comenzó a mantener registros detallados de cada reloj que ha salido de la fábrica desde 1885, y se han registrado datos del calibre, de los materiales utilizados y de las cajas. En el caso de los modelos posteriores, también se incluye el número de referencia, la fecha de entrega y el nombre del distribuidor autorizado. Por una pequeña tarifa, el propietario puede obtener información precisa sobre su reloj, siempre que tenga al menos diez años de antigüedad.
La empresa afirma que su departamento de servicio tiene las piezas y es capaz de reparar y mantener relojes de todas las épocas desde la fundación de IWC en 1868.

### Movimientos IWC
Entre los movimientos de fabricación propia se encuentran los calibres 50000/52000 y 80000/82000/89000, que incorporan el sistema de cuerda Pellaton, caracterizado por utilizar trinquetes en lugar de engranajes directos entre el rotor y el barrilete, y los movimientos de reloj de bolsillo utilizados en el modelo Portuguese F.A. Jones y otros relojes de bolsillo de IWC. El calibre 59000 es un movimiento de cuerda manual de fabricación propia que consta de complicaciones como fase lunar o tourbillon. El calibre 94000 dispone del mecanismo de tourbillon de fuerza constante patentado por IWC.
En respuesta al recorte de suministro de los ébauches de los movimientos por parte de ETA SA, IWC desarrolló por sus medios nuevos movimientos automáticos y cronógrafos, como el Calibre 32000 y el Calibre 69000 diseñados y fabricados por la propia compañía, que se utilizan ampliamente en las colecciones Pilot, Portuguese e Ingenieur. El movimiento Montblanc MB 25.10 del Grupo Richemont también se basó en el 69370 de IWC.
En la mayor parte de sus relojes de gama baja, IWC realiza modificaciones significativas en la manufactura del movimiento Sellita SW300 para crear el Calibre 35111 automático.

### Clasificación medioambiental

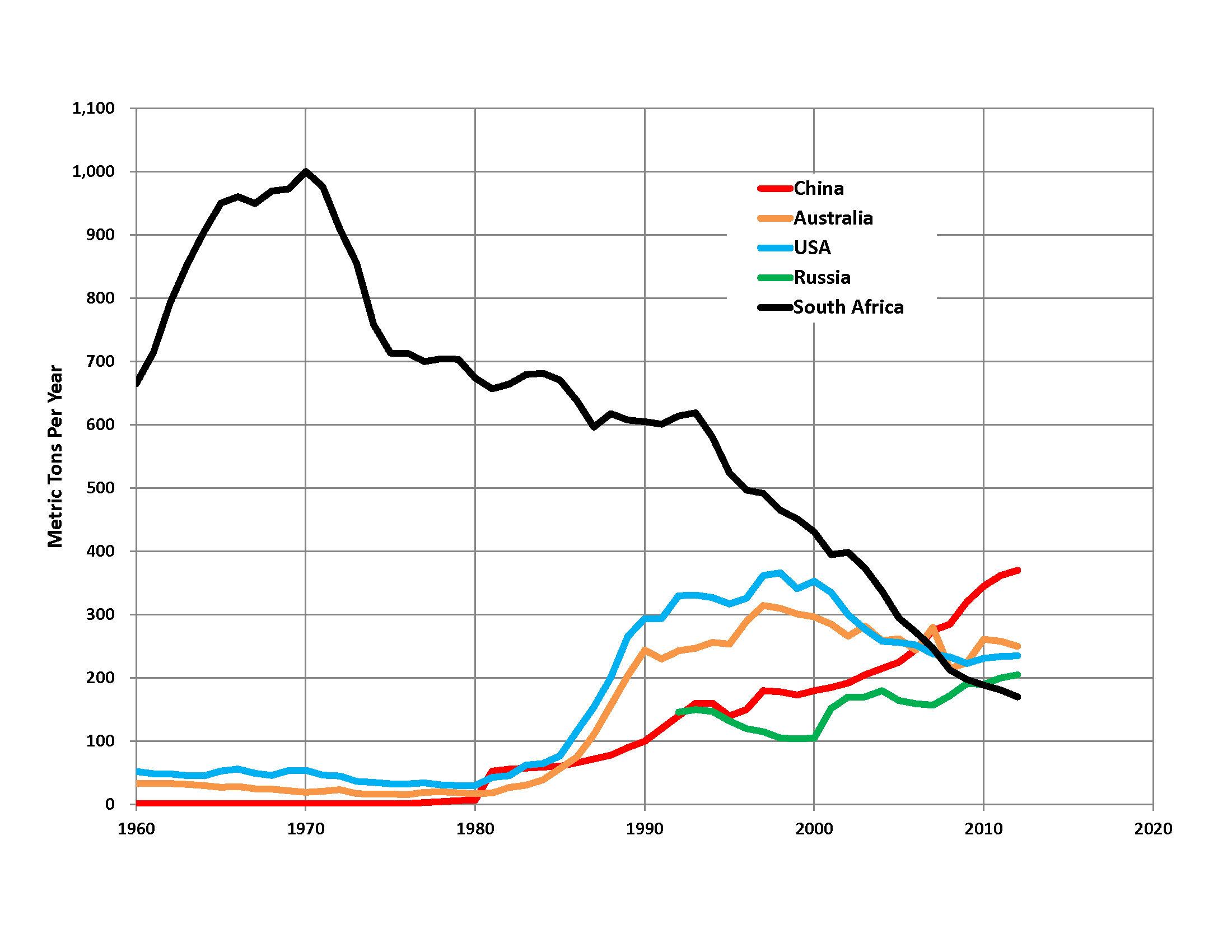
Gráfico de la producción de oro de los cinco principales países del sector

En diciembre de 2018, el Fondo Mundial para la Naturaleza (WWF) publicó un informe oficial con las clasificaciones medioambientales de 15 importantes fabricantes de relojes y joyeros de Suiza. IWC recibió una alta calificación como "Ambicioso" y ocupó el puesto número 1 entre los 15 fabricantes, siendo el único fabricante examinado que recibió esta calificación. El informe señaló que IWC había demostrado un "compromiso serio hacia una transformación sostenible, pero con un potencial sustancial de mejora". Desde principios de la década de 2000, IWC ha participado activamente en la protección del medio ambiente y el desarrollo sostenible. En 2018, IWC publicó un informe de sostenibilidad basado en los estándares globales de mejores prácticas de la Global Reporting Initiative (GRI).
En la industria de la joyería y la relojería, existen preocupaciones generales por la falta de transparencia en las actividades de fabricación y el abastecimiento de materias primas preciosas como el oro, que es una de las causas principales de problemas ambientales como contaminación, retroceso y degradación del suelo y deforestación. La situación es especialmente grave en los países en vías de desarrollo, que son los principales productores de oro, incluidos China, Rusia y Sudáfrica. Se estima que el sector de la relojería y la joyería utiliza más del 50 % de la producción anual mundial de oro (más de 2.000 toneladas), pero en la mayoría de los casos las empresas relojeras no pueden o no quieren demostrar de dónde provienen sus materias primas y si los proveedores de estos materiales utilizan tecnologías de abastecimiento respetuosos con el medio ambiente.

## Subasta benéfica

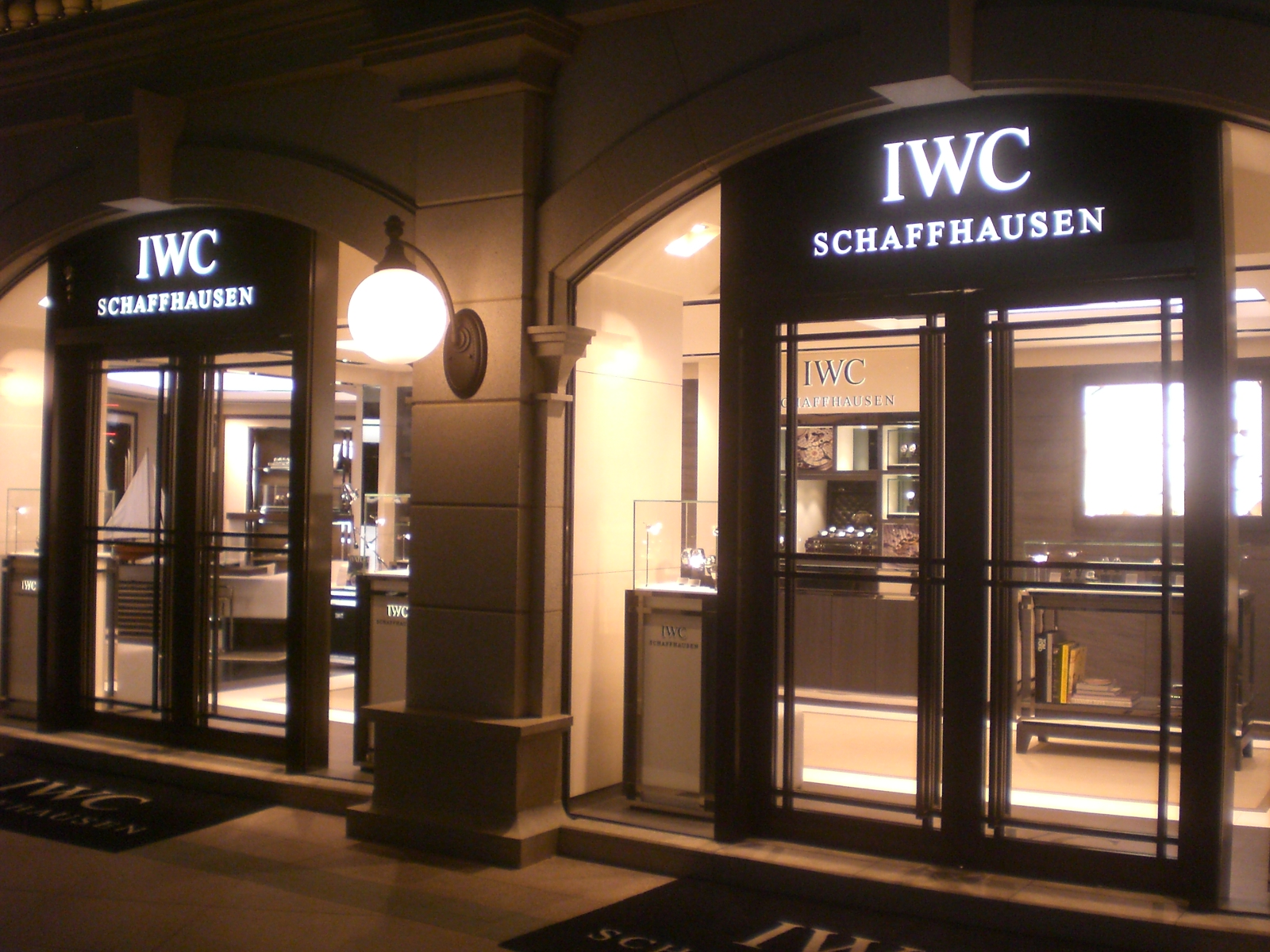
La Tienda Oficial de IWC en Hong Kong

Desde 1997, IWC ofrece anualmente una pieza de relojería para ser subastada en línea a través de su sitio web, donando las ganancias a la escuela Ecole des Sables Antoine de Saint-Exupéry en Mali. La escuela ofrece educación a los niños de la etnia tuareg.
En 2007, la empresa subastó una versión en platino del reloj de piloto automático edición Antoine de Saint-Exupéry, referencia 3201. El reloj se fabricó como homenaje al autor francés y pionero de la aviación. Se subastó junto con una copia original de la novela debut de Exupéry, Courrier Sud (Correo del Sur), que incluye una dedicatoria manuscrita del autor. En 2009, la compañía presentó el modelo Big Pilot Antoine de Saint-Exupéry (una serie limitada a 1.900 piezas). Solo uno de los relojes era de platino, y se subastó con fines benéficos.

## Watch International
Cuatro veces al año, IWC publica una revista para clientes, Watch International. Esta publicación está disponible en alemán, francés e inglés. La revista incluye información sobre IWC y otros artículos periodísticos.